# Джєрґа
«Джє́рґа» — альбом кавер-версій, виданий до п'ятнадцятиріччя Перкалаби. Назва заснована на грі слів: «джєрґа» в гуцульському говорі означає «килим», «ковер» (співзвучно з cover).
Записано з зими по літо 2013 в Івано-Франківську на «3x100&2x200 production».
Тексти, музика — Перкалаба, крім (11) — Qarpa.

## Композиції
1. Льотчик (4:09)
2. Гулєй (3:22)
3. Тромба (3:31)
4. Танкісти (3:46)
5. Цятка (3:06)
6. Чидро (3:00)
7. Горрри (5:19)
8. Крила (4:38)
9. Груба (3:50)
10. Марш! (3:59)

### Бонус
11. Soledad (Qarpa cover) (5:05)

## Склад учасників

### Оркестр Радості і Щастя ПЕРКАЛАБА
- Андрій «Федот» Федотов — вокал
- Big Master Шотурма — цимбали, бек-вокали
- Серьога Шваюк — труба, бек-вокали
- Вітьок Jr. Новожилов — гітара, програмування
- Лев «Звєрюга» Скренткович — ударні
- Олександр Сєргійович Грідін — бас
- Дядя Вітя Степанюк — тромбон
- Мох — менеджмент, продюсування

### Студійні техніки
- Віктор Новожилов — запис
- Олег Артим — зведення, мастеринг
- Гриця Ерде — дизайн обкладинки